# Porto Velho
Porto Velho é um município brasileiro e a capital do estado de Rondônia. Com uma população de 460 434 habitantes, conforme dados do Instituto Brasileiro de Geografia e Estatística coletados durante o Censo 2022, é o município mais populoso de Rondônia e o quarto mais populoso da Região Norte, atrás apenas de Manaus, Belém e Ananindeua. Entre todos os municípios brasileiros é o 49º mais populoso, figurando no mesmo ano como a 22ª capital estadual do país com mais habitantes.
Com uma área de 34 090,95 km², Porto Velho é a mais extensa capital estadual do país, sendo maior até mesmo que dois estados brasileiros (Alagoas e Sergipe), além de superar países inteiros como Bélgica e Israel. É também o mais populoso município fronteiriço do Brasil e a única capital estadual cujo território faz fronteira com outro país, sendo este a Bolívia.
Situado na margem à leste do Rio Madeira, na Região Norte do Brasil, Porto Velho foi fundado pela empresa americana Madeira Mamoré Railway Company em 4 de julho de 1907, durante a construção da Estrada de Ferro Madeira-Mamoré, comandada pelo magnata norte-americano Percival Farquhar. Em 2 de outubro de 1914, foi legalmente criado como um município do Amazonas, transformando-se em capital do estado de Rondônia em 1943, quando se criou o Território Federal do Guaporé. Em 1956 o território passou a ser denominado Rondônia, vindo a ser elevado à categoria de estado (subdivisão) em 4 de janeiro de 1982.
Em termos econômicos, a cidade detém o quinto maior PIB da Região Norte, depois de Manaus, Belém, Parauapebas e Canaã dos Carajás, além de ter sido a capital estadual que mais cresceu economicamente no país, com o crescimento do PIB em 30,2% em 2009. Em 2018, o PIB de Porto Velho foi estimado em R$ 16,6 bilhões. Entretanto, a cidade enfrenta diversos problemas de criminalidade e desigualdades sociais, sendo que apenas 41% da população tem acesso à água potável e  somente 9,9% da população tem coleta de esgoto, enquanto trata somente 1,7% do esgoto gerado. Diante dessas condições extremamente precárias de saneamento, a capital de Rondônia se encontra na última posição do ranking do saneamento de 2024. Porto Velho é a pior capital para se morar do Brasil.

## História

### Origem
Porto Velho foi criada por desbravadores por volta de 1907, durante a construção da Estrada de Ferro Madeira-Mamoré. Fica nas barrancas da margem direita do rio Madeira, o maior afluente da margem direita do rio Amazonas. Desde meados do séc. XIX, nos primeiros movimentos para construir uma ferrovia que possibilitasse superar o trecho encachoeirado do rio Madeira (cerca de 380 km) e dar vazão à borracha produzida na Bolívia e na região de Guajará Mirim, a localidade escolhida para construção do porto onde o caucho seria transportado  para os navios seguindo então para a Europa e os EUA, foi Santo Antônio do Madeira, província de Mato Grosso. As dificuldades de construção e operação de um porto fluvial, em frente aos rochedos da cachoeira de Santo Antônio, fizeram com que construtores e armadores utilizassem o pequeno porto amazônico localizado 7 km abaixo, em local muito mais favorável. Em 15/01/1873, o Imperador Pedro II assinou o Decreto-lei n.º 5.024, autorizando navios mercantes de todas as nações a subirem o Rio Madeira.

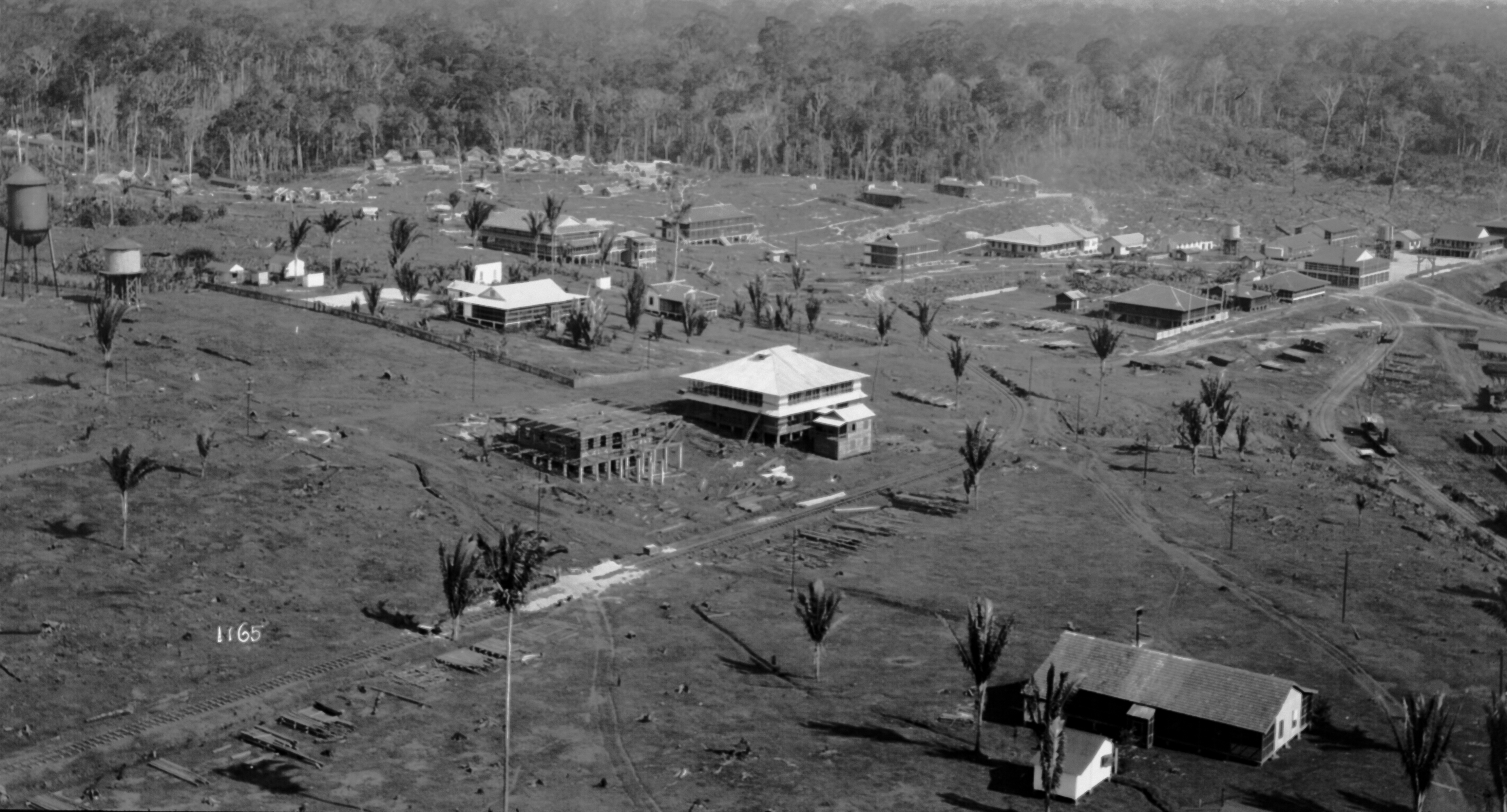
Porto Velho em 1910. Museu Paulista.

Em decorrência, foram construídas modernas facilidades de atracação em Santo Antônio, que passou a ser denominado Porto Novo. O porto velho dos militares continuou a ser usado por sua maior segurança, apesar das dificuldades operacionais e da distância até S. Antônio, ponto inicial da EFMM. Percival Farquar, proprietário da empresa que afinal conseguiu concluir a ferrovia em 1912, desde 1907 usava o velho porto para descarregar materiais para a obra e, quando decidiu que o ponto inicial da ferrovia seria aquele (já na província do Amazonas), tornou-se o verdadeiro fundador da cidade que, quando foi afinal oficializada pela Assembleia do Amazonas, recebeu o nome Porto Velho. 

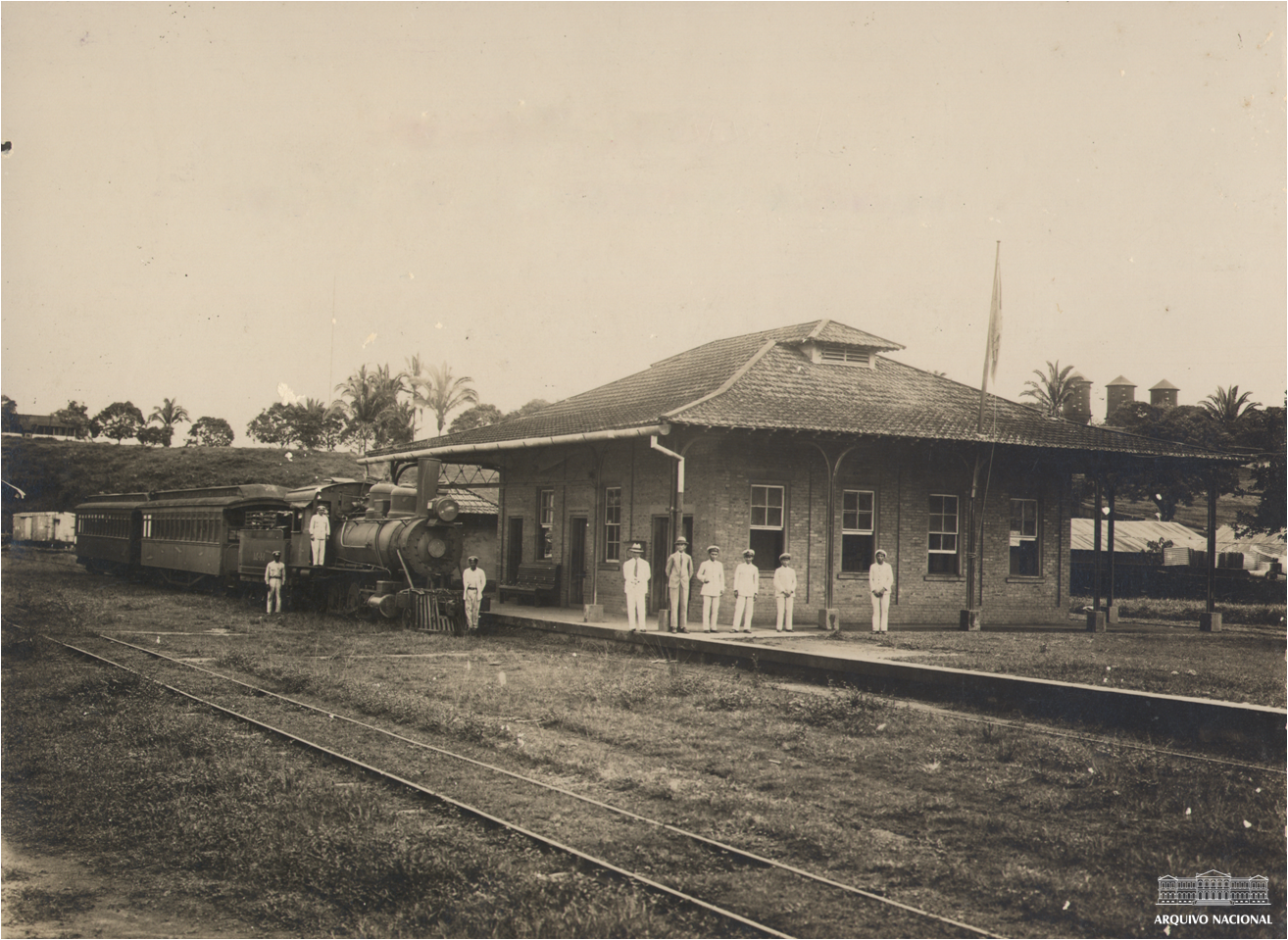
Estação inicial da Ferrovia Madeira-Mamoré, anos 1910. Arquivo Nacional.

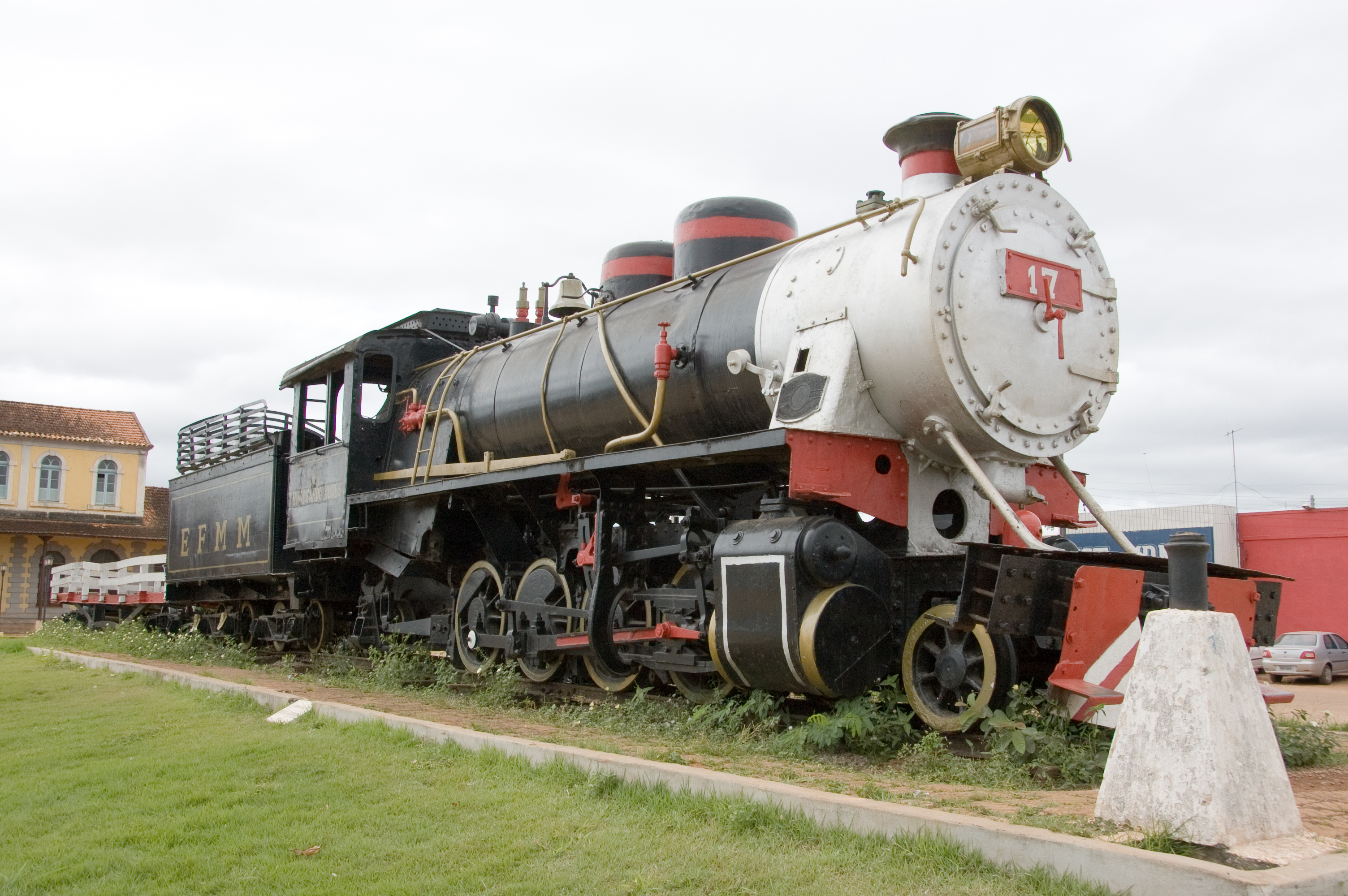
Locomotiva da Estrada de Ferro Madeira-Mamoré

Após a conclusão da obra da EFMM em 1912 e a retirada dos operários, a população local era de cerca de 1 000 almas. Então, o maior de todos os bairros era onde moravam os barbadianos - Barbadoes Town - construído em área de concessão da ferrovia. As moradias abrigavam principalmente trabalhadores negros oriundos das Ilhas Britânicas do Caribe, genericamente denominados barbadianos. Ali residiam, pois vieram com suas famílias, e nas residências construídas pela ferrovia para os trabalhadores só podiam morar solteiros. Era privilégio dos dirigentes morar com as famílias. Com o tempo passou a abrigar moradores das mais de duas dezenas de nacionalidades de trabalhadores que para cá acorreram. Essas frágeis e quase insalubres aglomerações, associadas às construções da Madeira-Mamoré foram a origem da cidade de Porto Velho, criada em 02 de outubro de 1914. Muitos operários, migrantes e imigrantes moravam em bairros de casas de madeira e palha, construídas fora da área de concessão da ferrovia. Assim, Porto Velho nasceu das instalações portuárias, ferroviárias e residenciais da Madeira-Mamoré Railway. A área não industrial das obras tinha uma concepção urbana bem estruturada, onde moravam os funcionários mais qualificados da empresa, onde estavam os armazéns de produtos diversos, etc. De modo que, nos primórdios haviam como duas cidades: a área de concessão da ferrovia e a área pública. Duas pequenas povoações, com aspectos muito distintos. Eram separadas por uma linha fronteiriça denominada Avenida Divisória, a atual Avenida Presidente Dutra. Na área da railway predominavam os idiomas inglês e espanhol, usados inclusive nas ordens de serviço, avisos e correspondência da Companhia. Apenas nos atos oficiais, e pelos brasileiros era usada a língua portuguesa. Cada uma dessas povoações tinham comércio, segurança e, quase, leis próprias. Com vantagens para os ferroviários, face a realidade econômica das duas comunidades. Até mesmo uma espécie de força de segurança operava na área de concessão da empresa, independente da força policial do estado do Amazonas.

### Consolidação

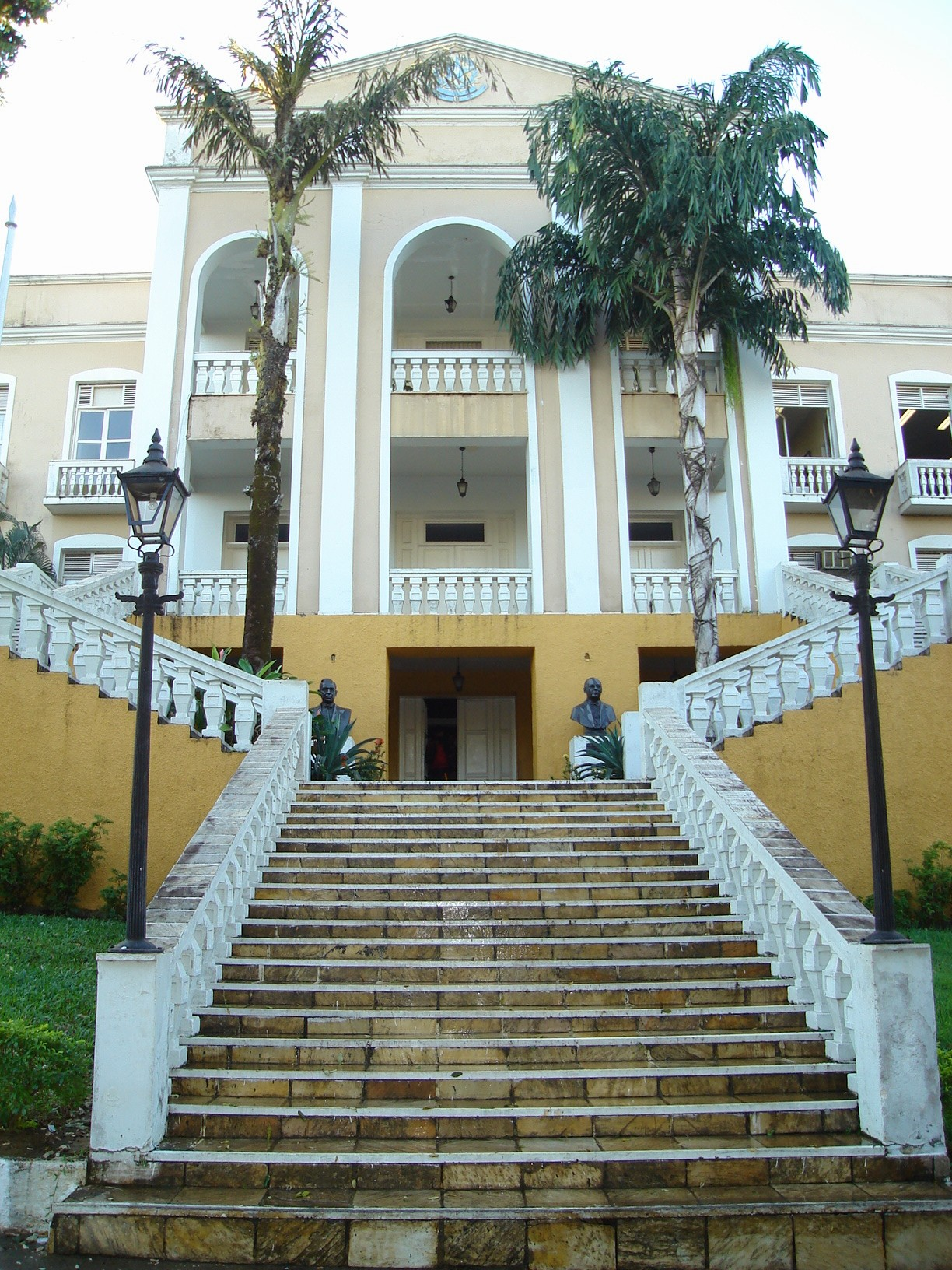
Palácio Getúlio Vargas, antiga sede do Governo de Rondônia. Hoje, Museu Palácio da Memória Rondoniense.

No final dos anos 1950, com a descoberta da cassiterita (minério de estanho), começa um novo ciclo de desenvolvimento regional, denominado ciclo do minério, que teve seu ápice com a exploração de ouro no rio Madeira na década de 80. Por fim, o último desses ciclos refere-se ao desenvolvimento de atividades agro-pastoris, que, com o avanço da fronteira agrícola iniciado na década de 70, contribuiu para a transformação econômica do então Território Federal de Rondônia.
O Território foi finalmente  transformado  em  Estado no final  de  1981, tendo a sua instalação ocorrido em 1982, confirmando-se Porto Velho como sua Capital. A cidade vivenciou um novo ciclo de desenvolvimento econômico e populacional que esteve diretamente associado à construção de duas grandes usinas hidrelétricas  no  rio  Madeira. Uma delas, a UHE de Santo Antônio,  está  localizada exatamente nas proximidades da Vila de Santo Antônio, mencionada anteriormente, onde se cogitou a localização do primeiro  porto  fluvial e  que  posteriormente foi transferido para uns poucos quilômetros rio abaixo e que  deu origem à atual Capital do Estado de Rondônia.
Do passado histórico restou um conjunto de grandes edifícios e armazéns relacionados com as atividades da construção e operação da ferrovia, que estão sendo objeto de um projeto de revitalização, assim como vilas residenciais e outras edificações que marcam até hoje a paisagem da capital de Rondônia.

## Geografia

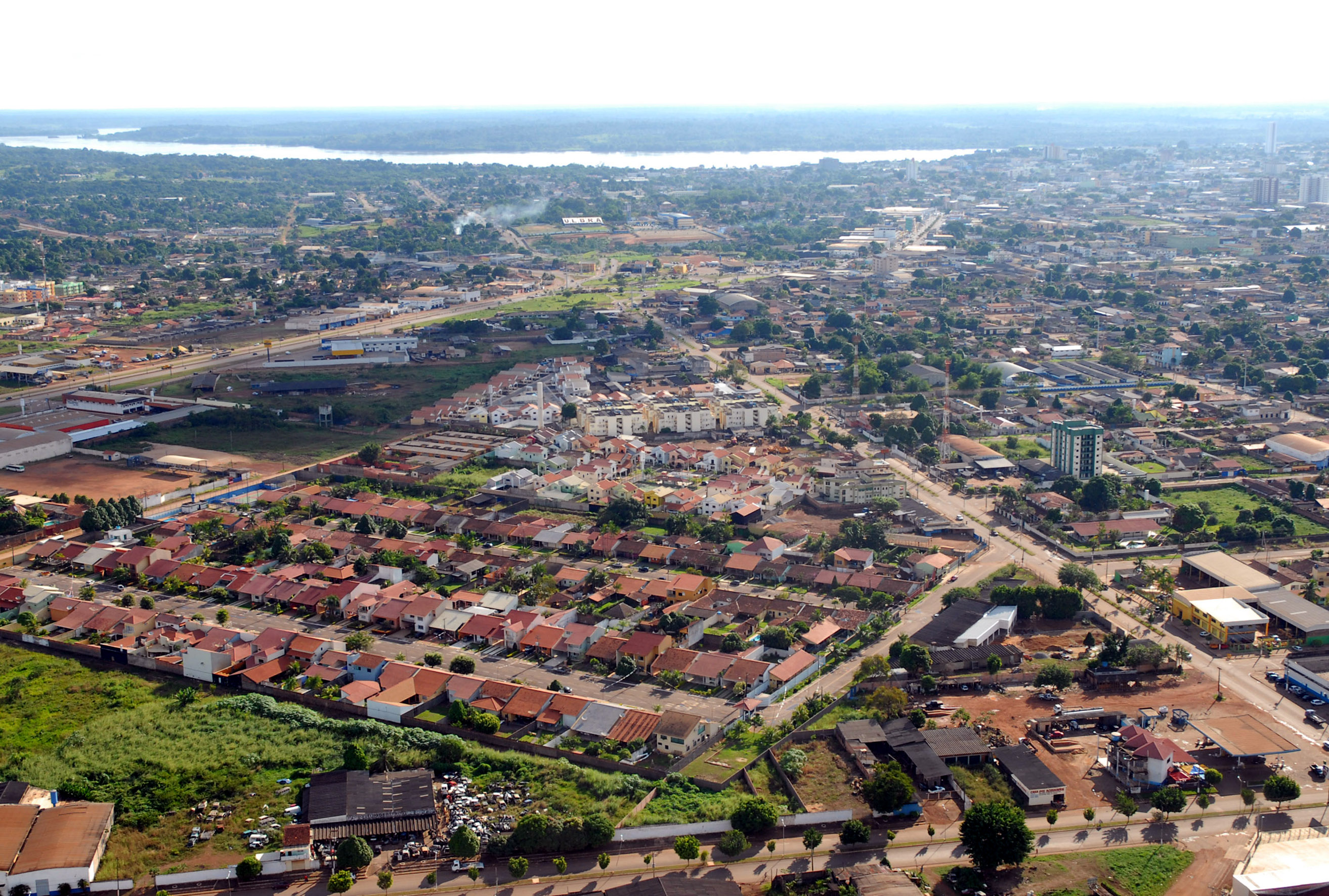
Vista aérea da cidade

A capital Rondoniense se localiza na parte oeste da Região Norte do Brasil, na área abrangida pela Amazônia Ocidental no Planalto Sul-Amazônico, uma das parcelas do Planalto Central brasileiro. O relevo do município é pouco acidentado, não apresentando grandes elevações ou depressões, com variações de altitudes que vão de 70 metros a pouco mais de 100 metros. A região situa-se no vale do rio Madeira, entre a planície amazônica e o planalto central brasileiro.
De acordo com a divisão regional vigente desde 2017, instituída pelo IBGE, o município pertence às Regiões Geográficas Intermediária e Imediata de Porto Velho. Até então, com a vigência das divisões em microrregiões e mesorregiões, fazia parte da microrregião de Porto Velho, que por sua vez estava incluída na mesorregião de Madeira-Guaporé.
O município de Porto Velho atualmente é dividido em 12 distritos, são eles: Porto Velho (sede municipal), Abunã, Calama, Demarcação, Extrema, Fortaleza do Abunã, Jaci-Paraná, Mutum-Paraná, Nazaré, Nova Califórnia, São Carlos e Vista Alegre do Abunã.

### Hidrografia

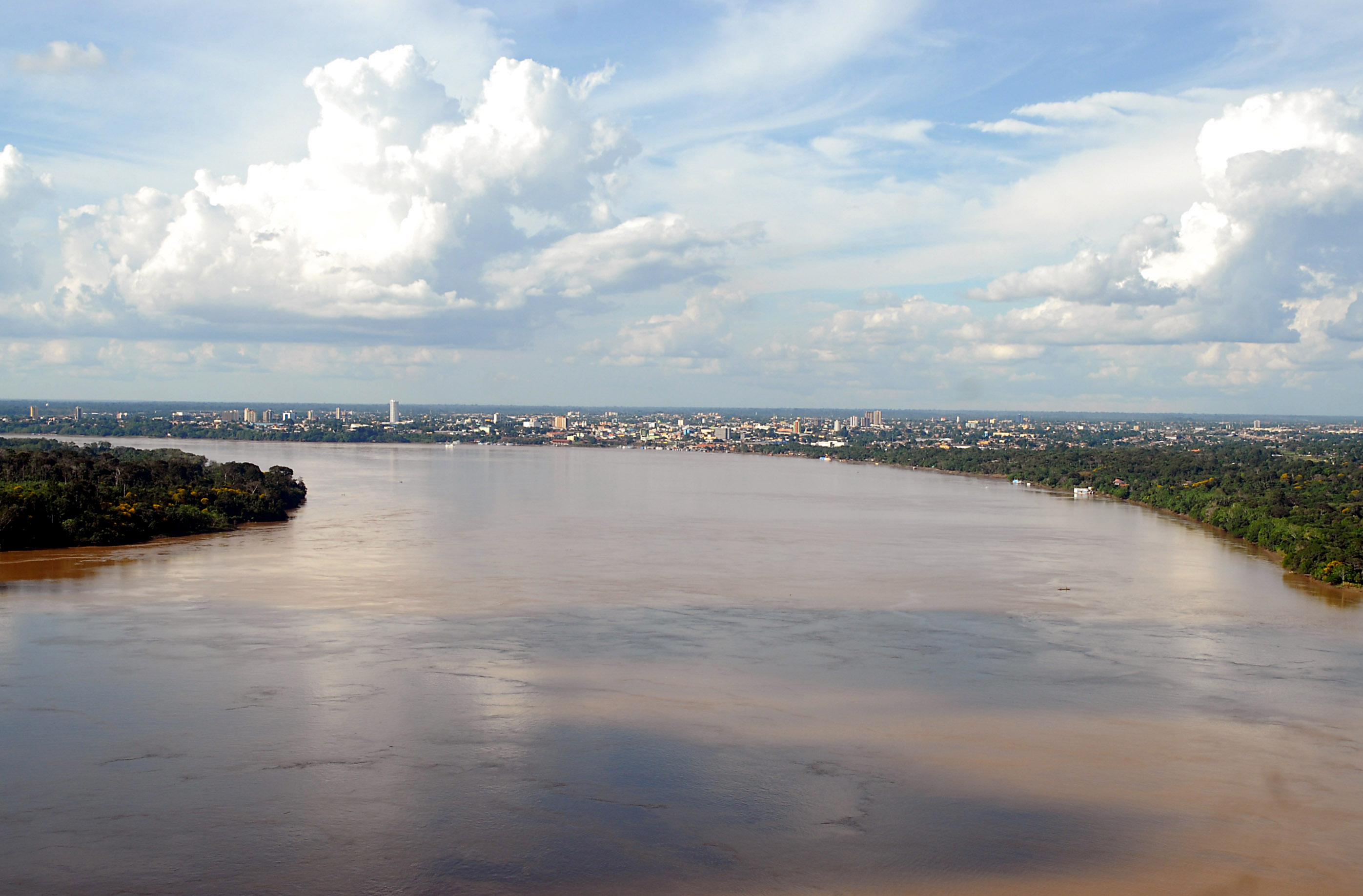
Rio Madeira e parte da cidade.

Porto Velho está localizada na Bacia do Rio Amazonas. O Rio Madeira é o principal rio que banha o município, vindo do sul da Bolívia. Outros rios importantes são: Rio Abunã (afluente da margem direita do rio Madeira); Rio Mutum-Paraná; Rio Jacy-Paraná; Rio Candeias; Rio Machado.
O principal rio do estado é o Rio Madeira (principal braço direito do Rio Amazonas). Ele banha Porto Velho, possui grande quantidade de ouro em seu leito e, até pouco tempo, na época da vazante, abrigava 30 000 garimpeiros. Seu curso é dividido em dois níveis: Alto Madeira, trecho das cachoeiras e corredeiras, e o Baixo Madeira. Dois lagos se destacam pela sua importância biológica: Lago do Cuniã, com 104 000 hectares, na reserva biológica de Cuniã, e Lago Belmont, no rio Madeira. O rio tem pesca abundante, destacando-se os seguintes peixes: Piraíba, Jaú, Dourado, Caparari, Surubim, Pirara, Piramutaba, Tambaqui, Tucunaré, Jatuarana, Pacu, Pirapitinga, Curimatá, a Piranha preta e o terrível Candiru.

### Clima
| Maiores acumulados de precipitação em 24 horas registrados em Porto Velho (INMET) por meses | Maiores acumulados de precipitação em 24 horas registrados em Porto Velho (INMET) por meses | Maiores acumulados de precipitação em 24 horas registrados em Porto Velho (INMET) por meses | Maiores acumulados de precipitação em 24 horas registrados em Porto Velho (INMET) por meses | Maiores acumulados de precipitação em 24 horas registrados em Porto Velho (INMET) por meses | Maiores acumulados de precipitação em 24 horas registrados em Porto Velho (INMET) por meses |
| Mês                                                                                         | Acumulado                                                                                   | Data                                                                                        | Mês                                                                                         | Acumulado                                                                                   | Data                                                                                        |
| ------------------------------------------------------------------------------------------- | ------------------------------------------------------------------------------------------- | ------------------------------------------------------------------------------------------- | ------------------------------------------------------------------------------------------- | ------------------------------------------------------------------------------------------- | ------------------------------------------------------------------------------------------- |
| Janeiro                                                                                     | 148 mm                                                                                      | 05/01/1990                                                                                  | Julho                                                                                       | 65,6 mm                                                                                     | 27/07/1964                                                                                  |
| Fevereiro                                                                                   | 133 mm                                                                                      | 12/02/1994                                                                                  | Agosto                                                                                      | 70,2 mm                                                                                     | 23/08/1979                                                                                  |
| Março                                                                                       | 148 mm                                                                                      | 09/03/1989                                                                                  | Setembro                                                                                    | 110 mm                                                                                      | 12/09/1992                                                                                  |
| Abril                                                                                       | 135,8 mm                                                                                    | 14/04/2024                                                                                  | Outubro                                                                                     | 157,6 mm                                                                                    | 15/10/1979                                                                                  |
| Maio                                                                                        | 107 mm                                                                                      | 06/05/1977                                                                                  | Novembro                                                                                    | 132,6 mm                                                                                    | 24/11/1980                                                                                  |
| Junho                                                                                       | 47 mm                                                                                       | 11/06/1977                                                                                  | Dezembro                                                                                    | 127,5 mm                                                                                    | 06/12/1961                                                                                  |
| Período: 01/01/1961 a 31/12/1983 e 01/12/1985-presente                                      |                                                                                             |                                                                                             |                                                                                             |                                                                                             |                                                                                             |

Sendo uma das capitais mais quentes do Brasil, Porto Velho possui um tropical superúmido, de transição entre clima semiúmido da Região Centro-Oeste e o equatorial predominante na Região Norte. O índice pluviométrico anual é superior a 2 000 milímetros, concentrados entre os meses de outubro e abril. A estação seca ocorre no trimestre de junho até agosto, sendo maio e setembro meses de transição. As precipitações ocorrem sob a forma de chuva e, em raras ocasiões de granizo, podendo vir acompanhadas de raios e trovoadas e ainda ser de forte intensidade. Com quase 2 000 horas de sol por ano, a umidade do ar é relativamente elevada.
Entre maio e setembro, massas de ar polar que chegam ao sul da Amazônia atingem Porto Velho e derrubam as temperaturas, algumas vezes para abaixo dos 15 °C, causando o fenômeno da friagem. Contudo, dentro dessa mesma época, nos meses de agosto e setembro, também são registradas as maiores temperaturas do ano, chegando próximo ou ultrapassando a marca dos 35 °C, e a umidade do ar também pode ficar abaixo dos 30% ou até mesmo dos 20%, bem abaixo dos 60% considerados ideais pela Organização Mundial da Saúde (OMS).
Segundo dados do Instituto Nacional de Meteorologia (INMET), desde 1961 a menor temperatura registrada em Porto Velho foi de 7,4 °C em 19 em julho de 1975 e a maior atingiu 40,9 °C em 16 de agosto de 1969. O maior acumulado de precipitação em 24 horas foi de 157,6 mm em 15 de outubro de 1979, seguido pelos 148 mm registrados nos dias 9 de março de 1989 e 5 de janeiro de 1990. Dezembro de 2001, com 665,3 mm, foi o mês de maior precipitação.
| Dados climatológicos para Porto Velho                                                                                       | Dados climatológicos para Porto Velho | Dados climatológicos para Porto Velho | Dados climatológicos para Porto Velho | Dados climatológicos para Porto Velho | Dados climatológicos para Porto Velho | Dados climatológicos para Porto Velho | Dados climatológicos para Porto Velho | Dados climatológicos para Porto Velho | Dados climatológicos para Porto Velho | Dados climatológicos para Porto Velho | Dados climatológicos para Porto Velho | Dados climatológicos para Porto Velho | Dados climatológicos para Porto Velho |
| Mês | Jan                                   | Fev                                   | Mar                                   | Abr                                   | Mai                                   | Jun                                   | Jul                                   | Ago                                   | Set                                   | Out                                   | Nov                                   | Dez                                   | Ano                                   |
| --- | ------------------------------------- | ------------------------------------- | ------------------------------------- | ------------------------------------- | ------------------------------------- | ------------------------------------- | ------------------------------------- | ------------------------------------- | ------------------------------------- | ------------------------------------- | ------------------------------------- | ------------------------------------- | ------------------------------------- |
| Temperatura máxima recorde (°C)                                                                                             | 37,2                                  | 38,6                                  | 40                                    | 37,2                                  | 37,4                                  | 38,8                                  | 38                                    | 40,9                                  | 40,7                                  | 40                                    | 39,7                                  | 38                                    | 40,9                                  |
| Temperatura máxima média (°C)                                                                                               | 30,7                                  | 30,4                                  | 30,8                                  | 31,2                                  | 30,6                                  | 31,4                                  | 32                                    | 33,8                                  | 33,2                                  | 32,9                                  | 31,9                                  | 30,7                                  | 31,6                                  |
| Temperatura média compensada (°C)                                                                                           | 25,9                                  | 25,9                                  | 26,1                                  | 26,2                                  | 25,8                                  | 26                                    | 25,9                                  | 27,1                                  | 26,9                                  | 27,2                                  | 26,6                                  | 26                                    | 26,3                                  |
| Temperatura mínima média (°C)                                                                                               | 23,2                                  | 23,3                                  | 23,5                                  | 23,3                                  | 22,7                                  | 22                                    | 21,2                                  | 22,2                                  | 22,5                                  | 23,6                                  | 23,5                                  | 23,4                                  | 22,9                                  |
| Temperatura mínima recorde (°C)                                                                                             | 14,4                                  | 15,4                                  | 12                                    | 12,8                                  | 12                                    | 11,8                                  | 7,4                                   | 10                                    | 12,1                                  | 16,4                                  | 16,3                                  | 15,4                                  | 7,4                                   |
| Precipitação (mm) | 359,8                                 | 317,8                                 | 301,1                                 | 252,2                                 | 115,4                                 | 44,1                                  | 24,7                                  | 52,9                                  | 84,9                                  | 151,2                                 | 168,5                                 | 294,4                                 | 2 167                                 |
| Umidade relativa compensada (%)                                                                                             | 90                                    | 91                                    | 91                                    | 90                                    | 87                                    | 84                                    | 80                                    | 76                                    | 80                                    | 84                                    | 88                                    | 91                                    | 86                                    |
| Fonte: INMET (recordes de temperatura: 01/01/1961-presente) e DECEA (climatologia de temperatura e precipitação: 2001-2010) |                                       |                                       |                                       |                                       |                                       |                                       |                                       |                                       |                                       |                                       |                                       |                                       |                                       |

### Problemas socioambientais
Devido aos altos índices de devastação florestal, em 9 de novembro de 2023, o município de Porto Velho foi incluído na relação de municípios situados no bioma Amazônia considerados prioritários pelo governo federal para ações de prevenção, controle e redução dos desmatamentos e degradação florestal.
Os municípios de Porto Velho e Rio Branco são as únicas capitais que integram o referido bioma que estão nessa lista que busca reduzir o desmatamento na Amazônia.

### Criminalidade e segurança pública
Sendo a capital brasileira com o pior sistema e serviços de saneamento básico e com a pior qualidade de vida do Brasil, também é a 7° capital mais violenta do país, e está entre as 50 cidades mais violentas do mundo.
A cidade conta com os quartéis do 5° BEC, 17° Brigada de Infantaria de Selva, 31° Circunscrição do Serviço Militar, 17° Base Logística, 3° Cia do 54° BIS, Base Aérea de Porto Velho, Hospital de Guarnição e a Delegacia Fluvial de Porto Velho. Também conta com o Sistema de Proteção da Amazônia (SIPAM). De acordo com a revista Época, Porto Velho é a 7° capital mais violenta do Brasil e está entre as 50 cidades mais violentas do mundo.

## Política

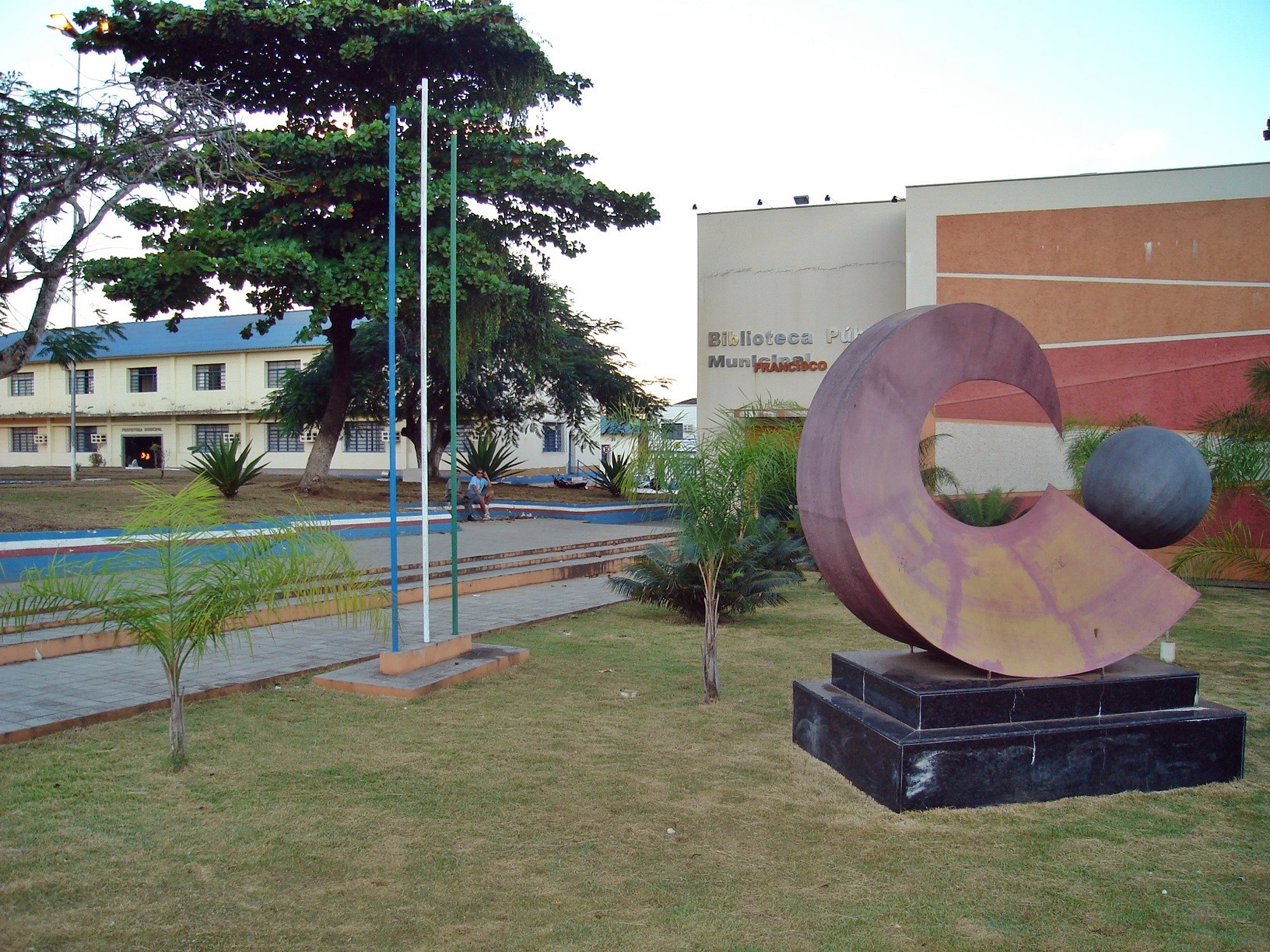
Prefeitura e Biblioteca Municipal de Porto Velho

O atual prefeito de Porto Velho é Leonardo Barreto de Moraes, do Podemos (PODE), e a atual vice-prefeita é Magna dos Anjos, também do Podemos (PODE). Por ser uma capital de estado relativamente nova, a cidade possui muitos funcionários públicos, tanto federais quanto estaduais. A Câmara Municipal de Porto Velho fica no bairro Meu Pedacinho de Chão. O atual presidente é o vereador Francisco Edwilson Bessa Holanda Negreiros, do PSB.[carece de fontes?]

### Cidades-irmãs
A política das cidades-irmãs procura incentivar o intercâmbio entre cidades que têm algo em comum com Porto Velho. A troca de informações e o aumento do comércio entre elas são meios de tornar as cidades-irmãs mais próximas. Porto Velho possui duas cidades-irmãs, que são:
- Candeias, Brasil (2011)[40]
- Jinan, China, (2011)[41]

## Economia

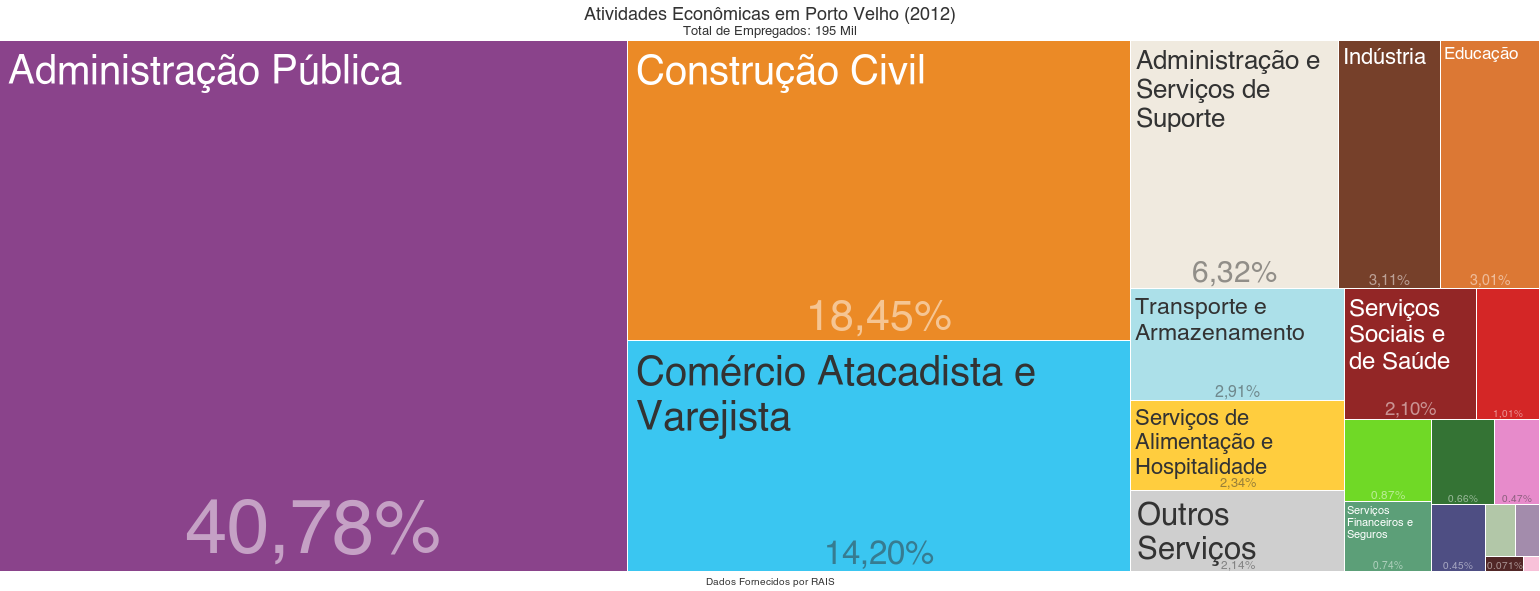
Atividades econômicas em Porto Velho - (2012)

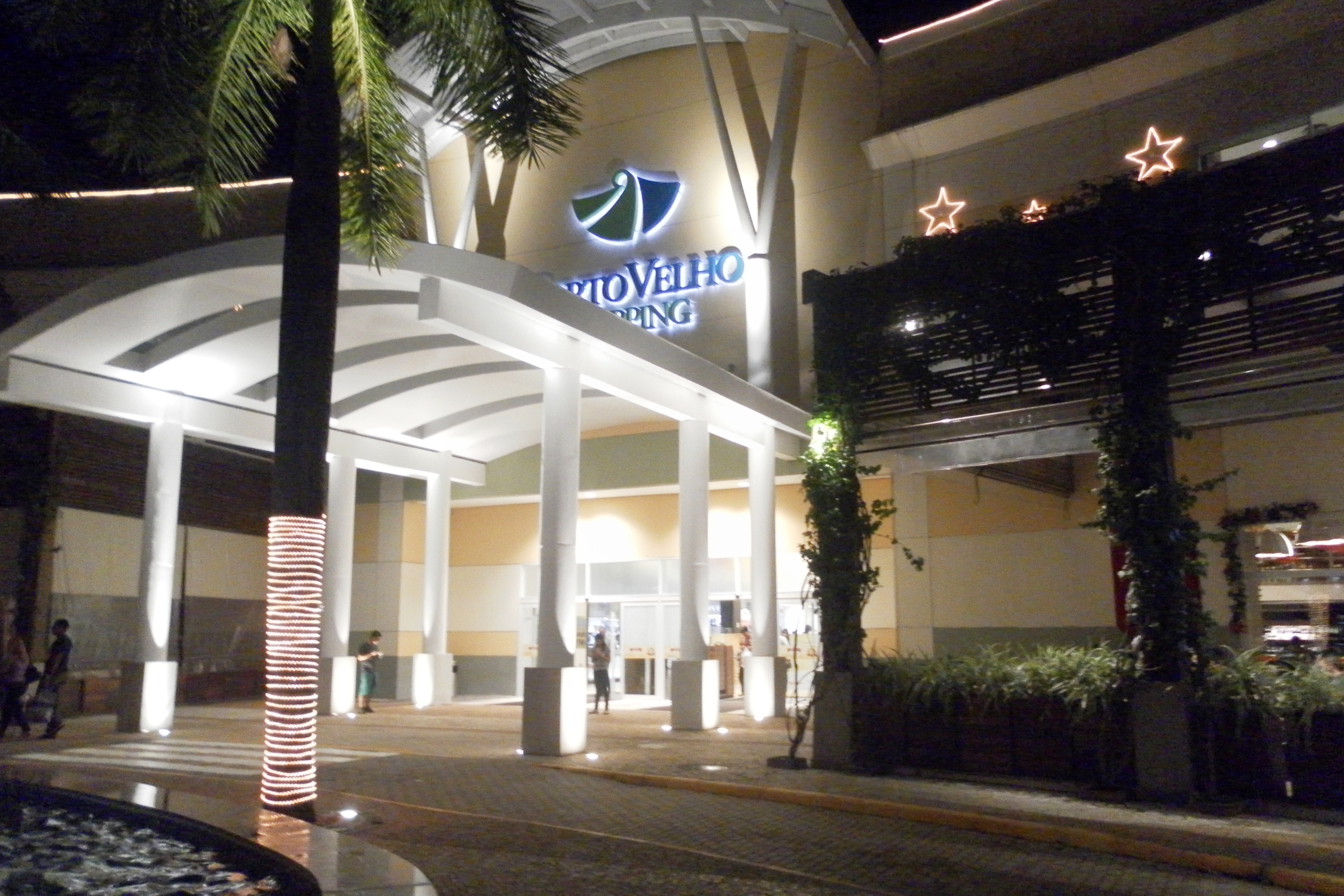
Porto Velho Shopping

O PIB de Porto Velho em 2017 era de R$ 16,5 bilhões e o PIB Per capita R$ 31 793,20.
Segundo a Federação das Indústrias do Estado de Rondônia (FIERO), o Estado possui hoje a maior taxa de ocupação da população economicamente ativa da região Norte (94,6%) e a segunda menor taxa de desemprego do Brasil. A renda média do trabalhador porto-velhense em 2015 era de 3,5 salários mínimos, acima da média nacional.
O Porto Velho Shopping foi construído em 2008 e chegou a Rondônia como o primeiro shopping center do Estado, com a inauguração de lojas até então inéditas, como: McDonald’s, Cine Araújo, Centauro, Renner, C&A, Kopenhagen, Lojas Americanas e outras. O shopping que passou por uma expansão de 14 mil m² de ABL recebeu a nova âncora Riachuelo, além das já existentes. Hoje conta com 44 mil m² de ABL e recebe mais de 700 mil consumidores por mês. Atualmente são 218 lojas, sendo 5 âncoras, 13 megalojas, 1 Parque de Diversões com 551m² (dentre jogos eletrônicos e lazer para crianças), 6 salas De Cinema (sendo 1 VIP e 1 Premium), Universidade, 109 lojas satélites, 32 quiosques, 4 instituições financeiras, 2 Praças de Alimentação com 29 operações, 2 restaurantes e 1 farmácia. Está localizado na Av. Rio Madeira, esquina com Av. Calama.

### Turismo
É a 8ª cidade da Região Norte, 5º destino de empresários vindos da Bolívia a negócios e eventos. As atrações históricas são: a Estrada de Ferro Madeira-Mamoré, cenário da série de televisão da Rede Globo, Mad Maria; a Catedral do Sagrado Coração de Jesus; o Cemitério da Candelária; a sede da Arquidiocese; o terminal ferroviário; a locomotiva Coronel Church (a primeira máquina vinda para a Amazônia, em 1872); as Três Caixas D'Água (símbolos da cidade, edificadas pelos ingleses, vindas em módulos metálicos dos Estados Unidos); a igreja de Santo Antônio do rio Madeira.

## Infraestrutura

### Educação

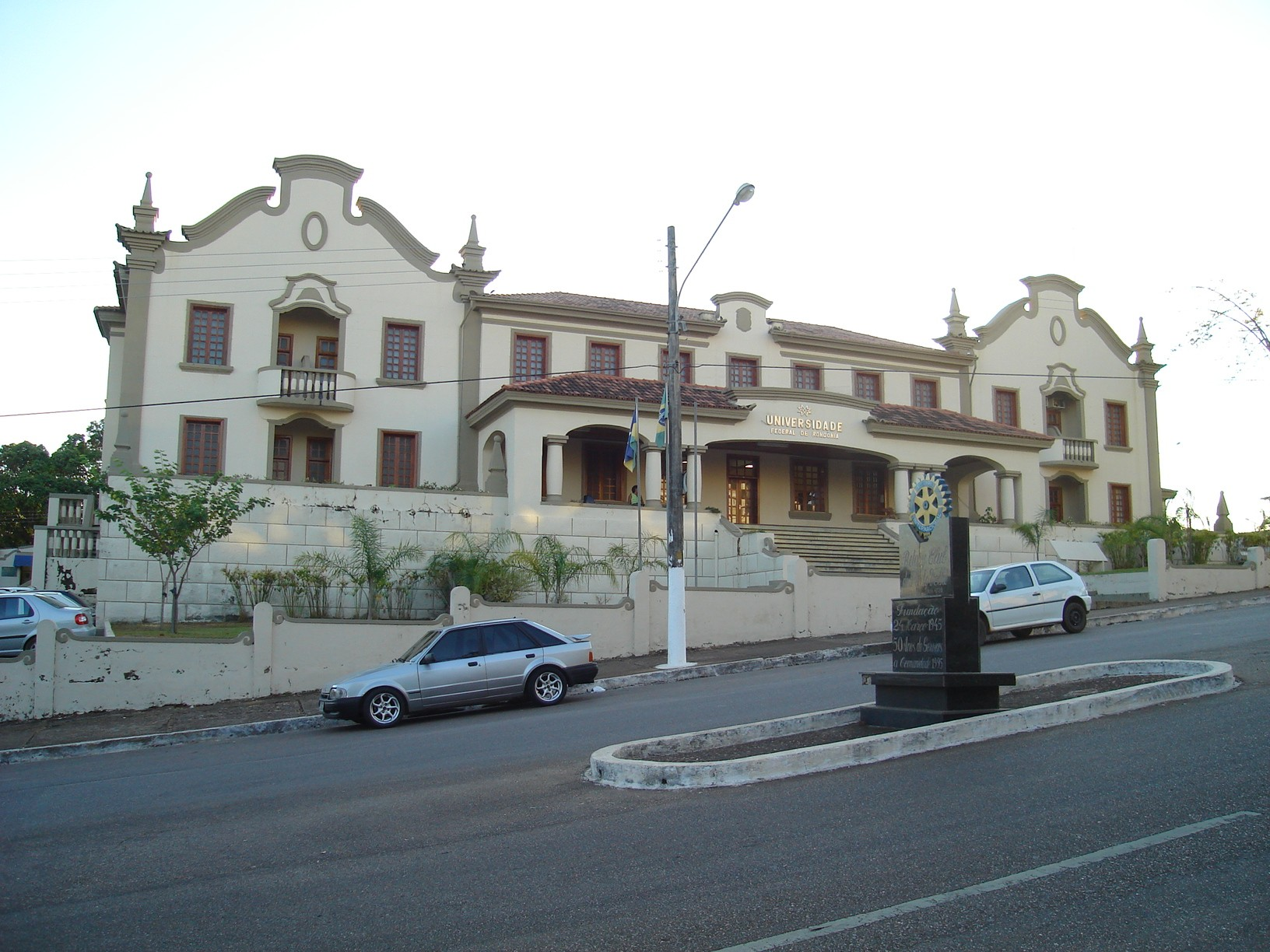
Universidade Federal de Rondônia

Porto Velho tem a Universidade Federal de Rondônia (UNIR) e o Instituto Federal de Rondônia (IFRO) como instituições públicas de ensino técnico/superior e as seguintes instituições particulares:  Centro Universitário São Lucas, FARO, FATEC, FIMCA, FIP, UNOPAR, UNINTER, Universidade Católica de Rondônia, UNIRON, ULBRA e IMAM - Instituto Metodista da Amazônia. Os cursos ministrados virtualmente contam com alguns pontos de presença de faculdades e universidades de outras cidades do país. Os três cursos de Medicina, de Direito, de Engenharia e outros bem cotados têm atraído muitos estudantes do interior e de estados vizinhos, tornando esta capital uma cidade universitária.

### Transportes

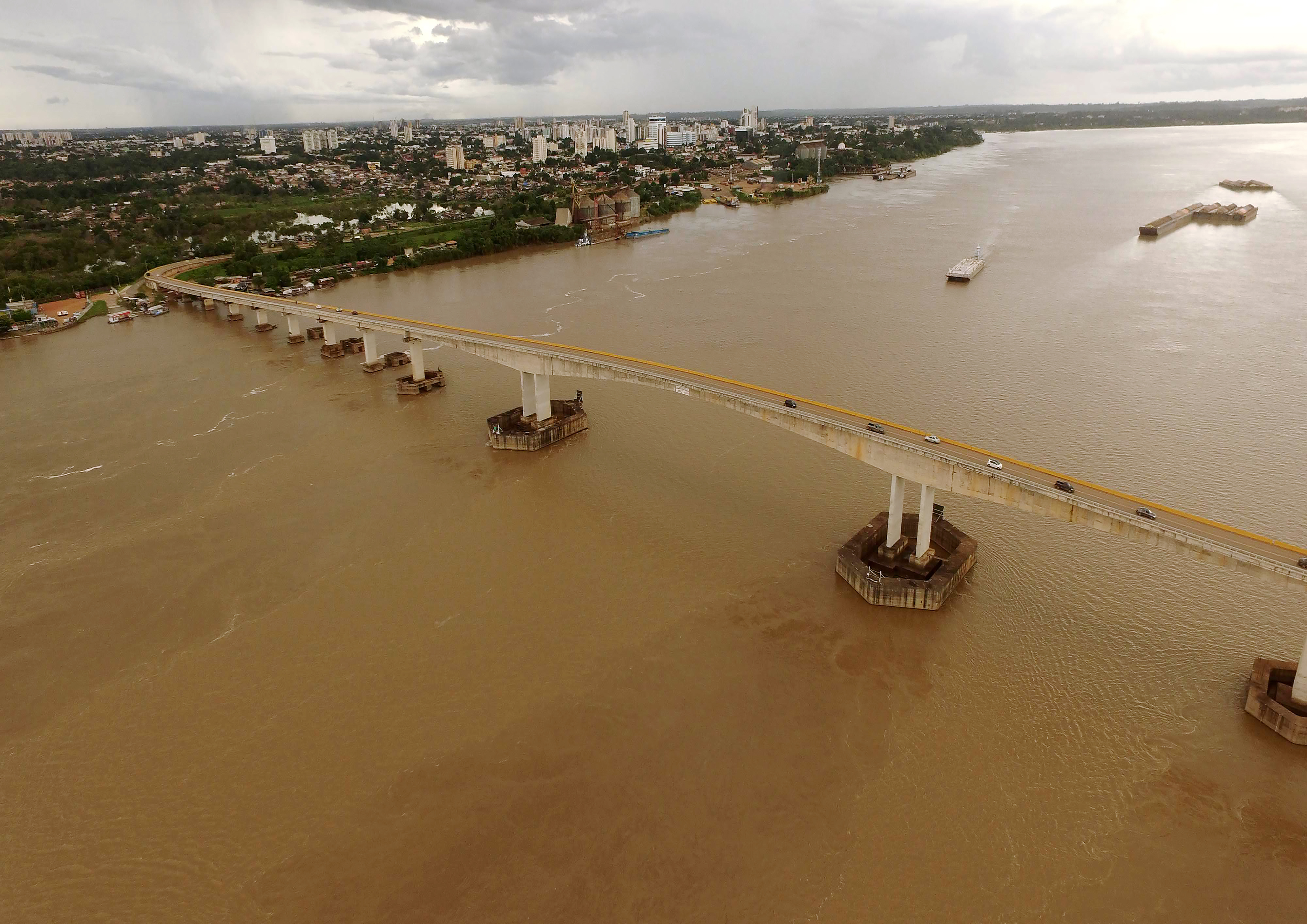
Ponte sobre o Rio Madeira.

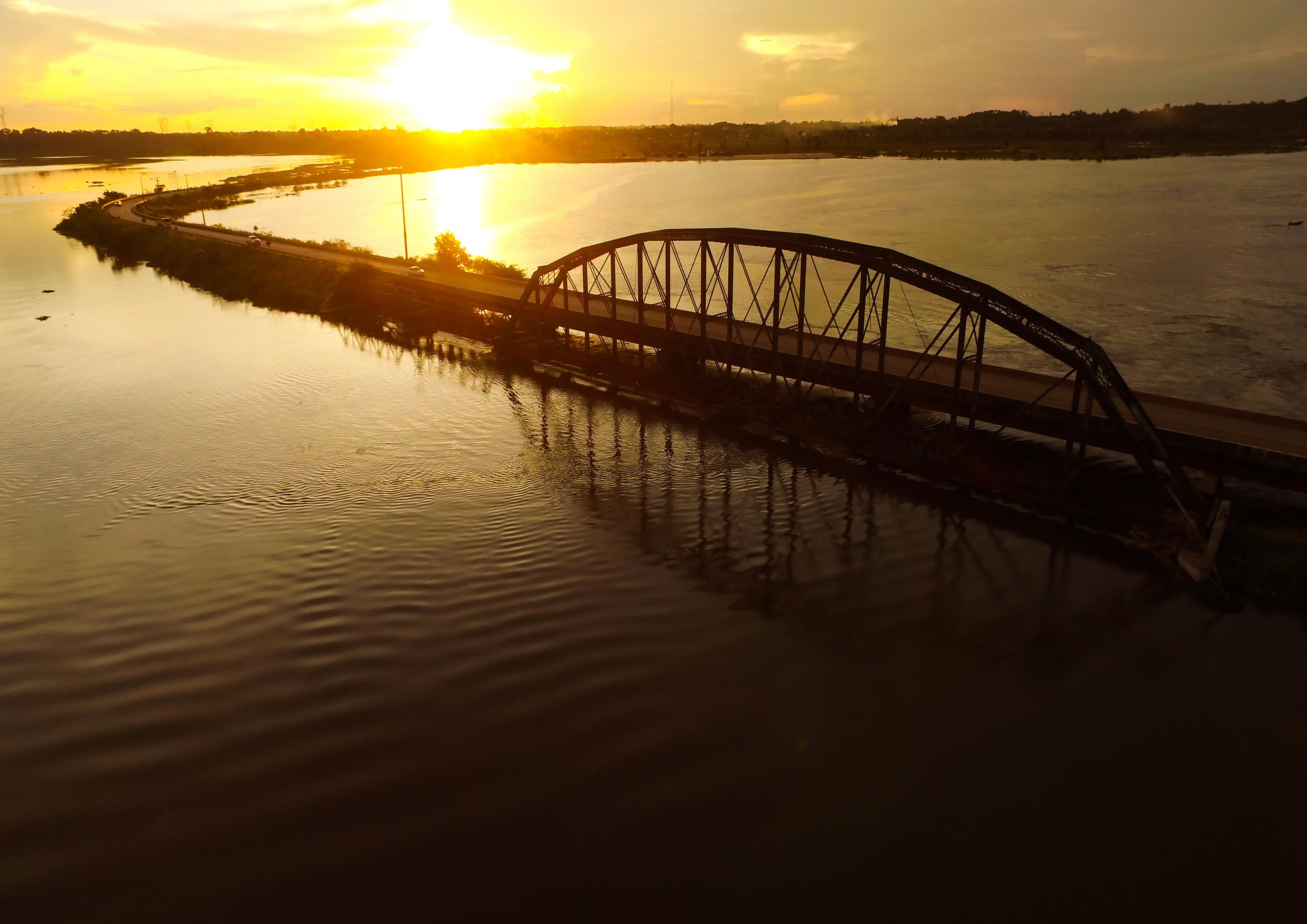
Ponto sobre rio Jacy Paraná

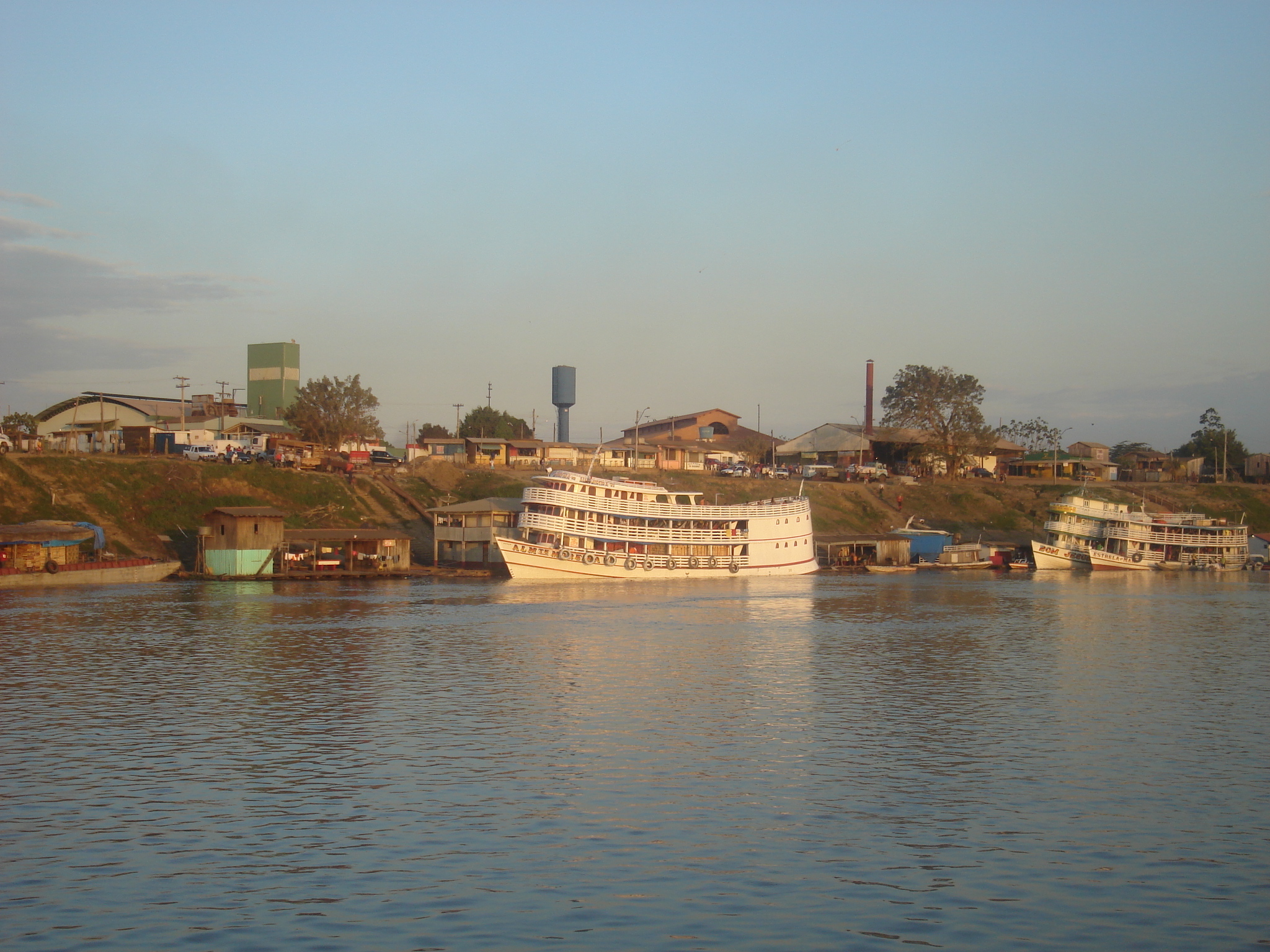
Porto do Cai n'Água.

Existem três meios de transportes para se chegar a Porto Velho: rodoviário, aéreo e fluvial, este último através da hidrovia do rio Madeira. A ligação ao Estado do Amazonas por via rodoviária é possível pela BR-319 sobre uma ponte de Porto Velho no Rio Madeira. A cidade conta com um aeroporto internacional. Os meios de transporte mais utilizados para Manaus são o aéreo e o fluvial. Em 2018, Porto Velho possuía uma frota de 276.601 veículos.[carece de fontes?]
O Aeroporto Internacional Governador Jorge Teixeira é o mais importante do estado e recebe voos diários de Brasília, São Paulo, Belo Horizonte, Cuiabá, Manaus e Rio Branco, e dos municípios do interior do estado de Rondônia como Ji-Paraná e Vilhena e do interior do Amazonas como Humaitá, Lábrea e Manicoré. Também conta com voos para Porto Alegre, com escalas em Campinas, Rio de Janeiro, Cuiabá, Campo Grande e Curitiba; e para Fortaleza, com escala em Manaus e Belém,além de outros destinos com menor fluxo de passageiros. O aeroporto tem capacidade para receber 920 mil passageiros por ano e opera com as principais companhias aéreas nacionais e regionais, tais como LATAM, Gol e Azul.[carece de fontes?]
A estação rodoviária fica na Avenida Governador Jorge Teixeira esquina com Rua Dom Pedro II. Porto Velho é cortada por duas rodovias federais, a citada BR-319 e a principal delas, a BR-364, única rodovia federal a cortar o Estado no sentido norte-sul, passando pelas principais cidades rondonienses,e também única grande rodovia duplicada de Rondônia (no trecho entre Porto Velho e Candeias do Jamari). Porto Velho conta ainda com o Terminal Rodoviário de Porto Velho para atender quem chega na cidade ou sai dela de ônibus.
O Porto Graneleiro - Sociedade de Portos e Hidrovias de Rondônia (SOPH) - faz parte do corredor de exportação de grãos, principalmente a soja, que vem do sul do Estado e do Mato Grosso (Sapezal e cidades vizinhas). A soja in natura embarcada em Porto Velho segue até Itacoatiara, de balsa, e de lá em navios para a América do Norte, Europa e Ásia. Além de grãos e outras mercadorias, como a madeira, o porto também escoa os produtos da cadeia de carne e laticínios. No Porto do Cai n'Água, há embarcações que fazem o trajeto até Humaitá, Manicoré e Manaus, municípios do Amazonas, como também das localidades do Baixo Madeira, como São Carlos, Calama e outras pequenas localidades.

## Cultura

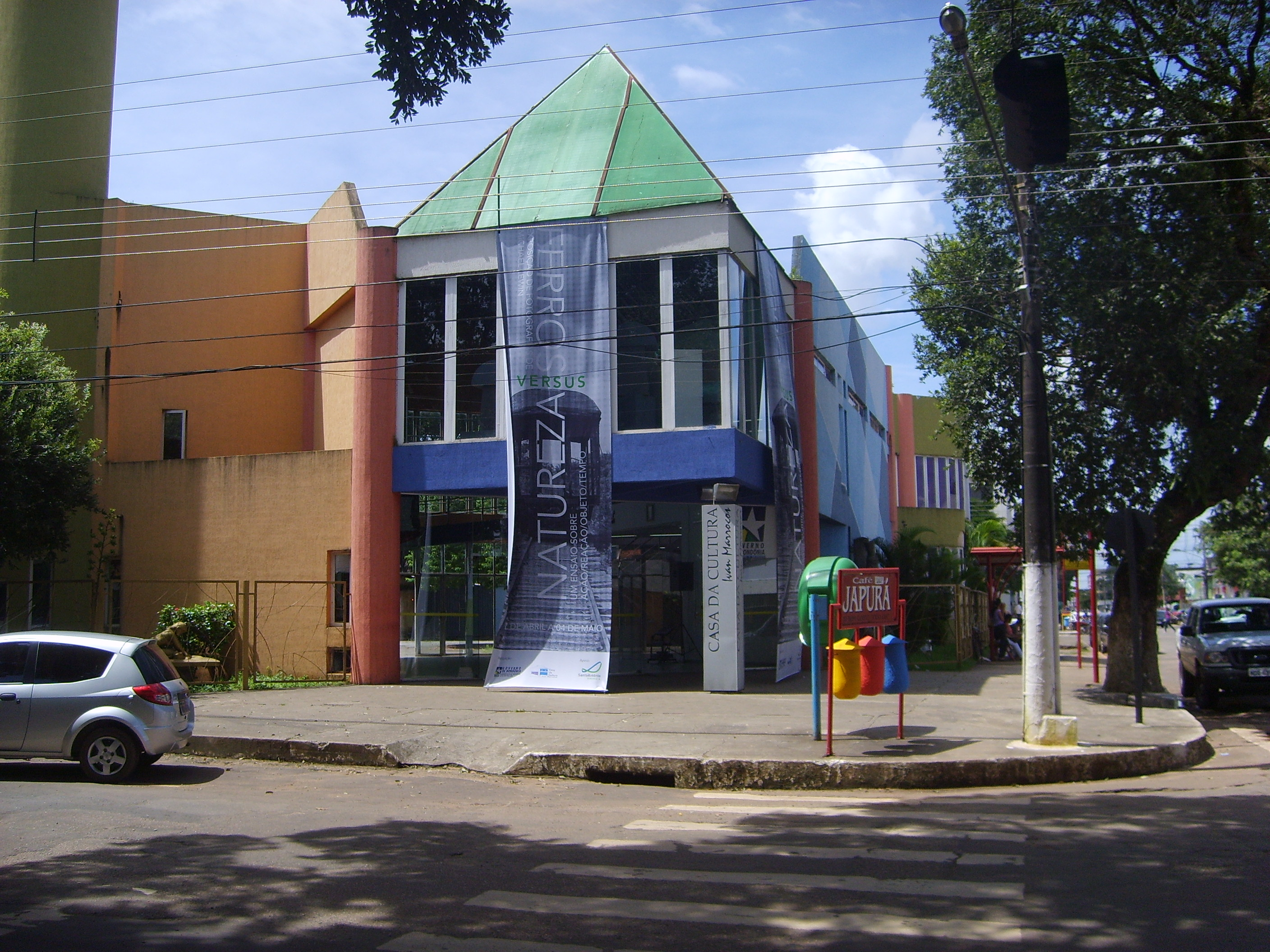
Casa da Cultura Ivan Marrocos em Porto Velho.

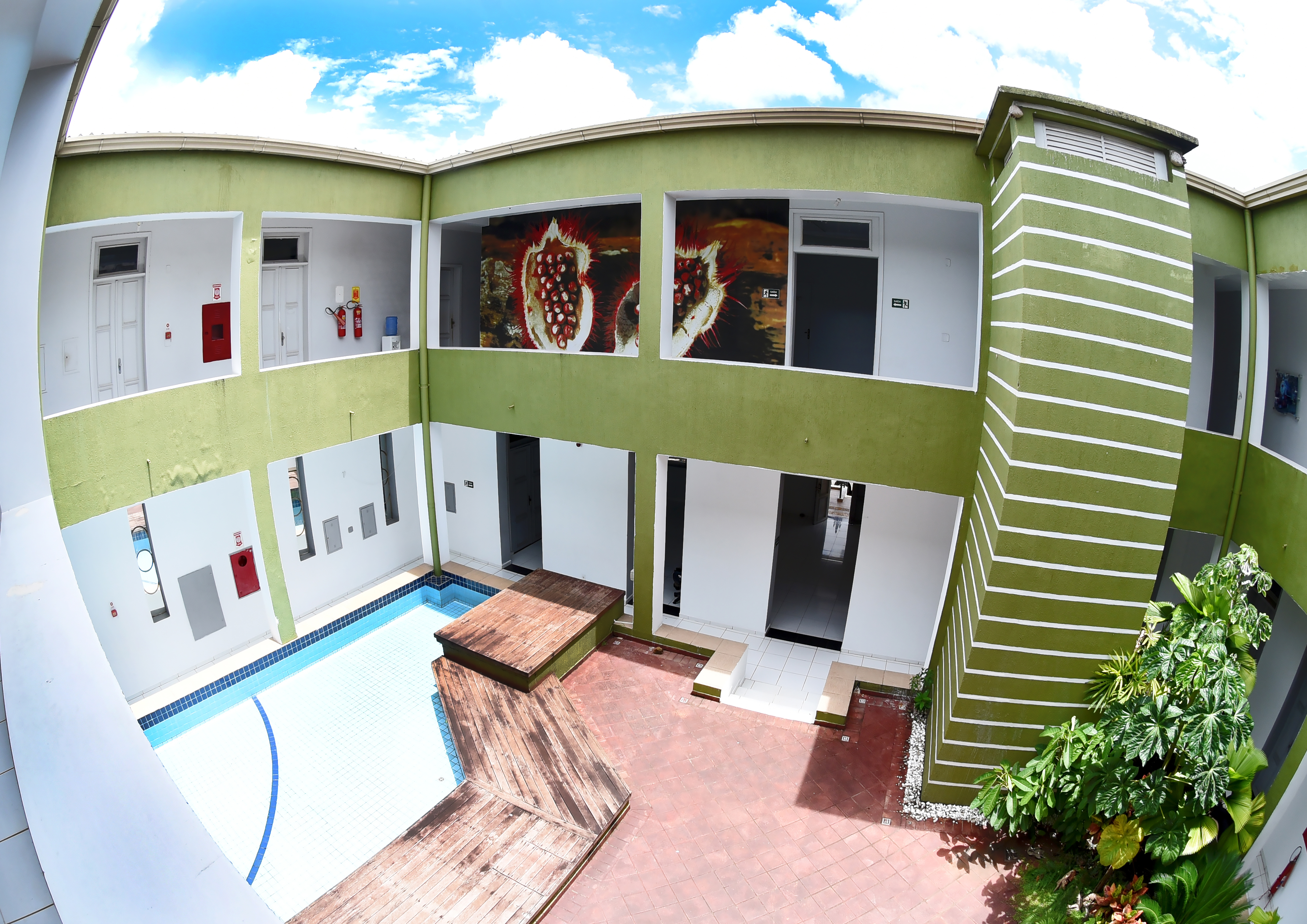
Museu Palácio da Memória Rondoniense

Sendo uma das capitais mais jovens do Brasil, Porto Velho é a síntese da diversidade cultural do Estado de Rondônia e demonstra seu pluralismo através de seu calendário de festas, onde se destacam os festejos de Carnaval com a tradicional Banda do Vai Quem Quer, fundado no ano de 1981 por Manoel Mendoça, o Manelão, e que reúne mais de 100 mil pessoas nas ruas da capital de Rondônia durante os festejos de Carnaval.
Evidenciando a força da cultura nordestina na capital, o Arraial Flor do Maracujá, realizado a mais de 30 anos na cidade de Porto Velho durante as festas juninas é o segundo maior arraial do Brasil, onde reúnem artistas de fora e local, mesclando desta forma as regiões.
Há ainda a realização da Expovel, (Exposição Agropecuária de Porto Velho) e o Festival da Costela Assada, realizado pelas Lojas Maçônicas de Rondônia todos os anos.

### Literatura
A Biblioteca Municipal Francisco Meireles foi criada pela lei municipal nº 85, de 30 de dezembro de 1973. Na literatura, destacam-se os autores Otávio Afonso, cujo livro Cidade Morta, ganhou o Prêmio Casa de las Américas em 1980; Paty Wolff, que em 2022, foi indicada ao Prêmio Jabuti na categoria "Conto" pelo livro Como pássaros no céu de Aruanda (Editora Entrelinhas) e Carlos Ghosn, ex-CEO do grupo Nissan-Renault, que publicou um livro de negócios (campeão de vendas) chamado Shift: Inside Nissan's Historic Revival.

### Teatro

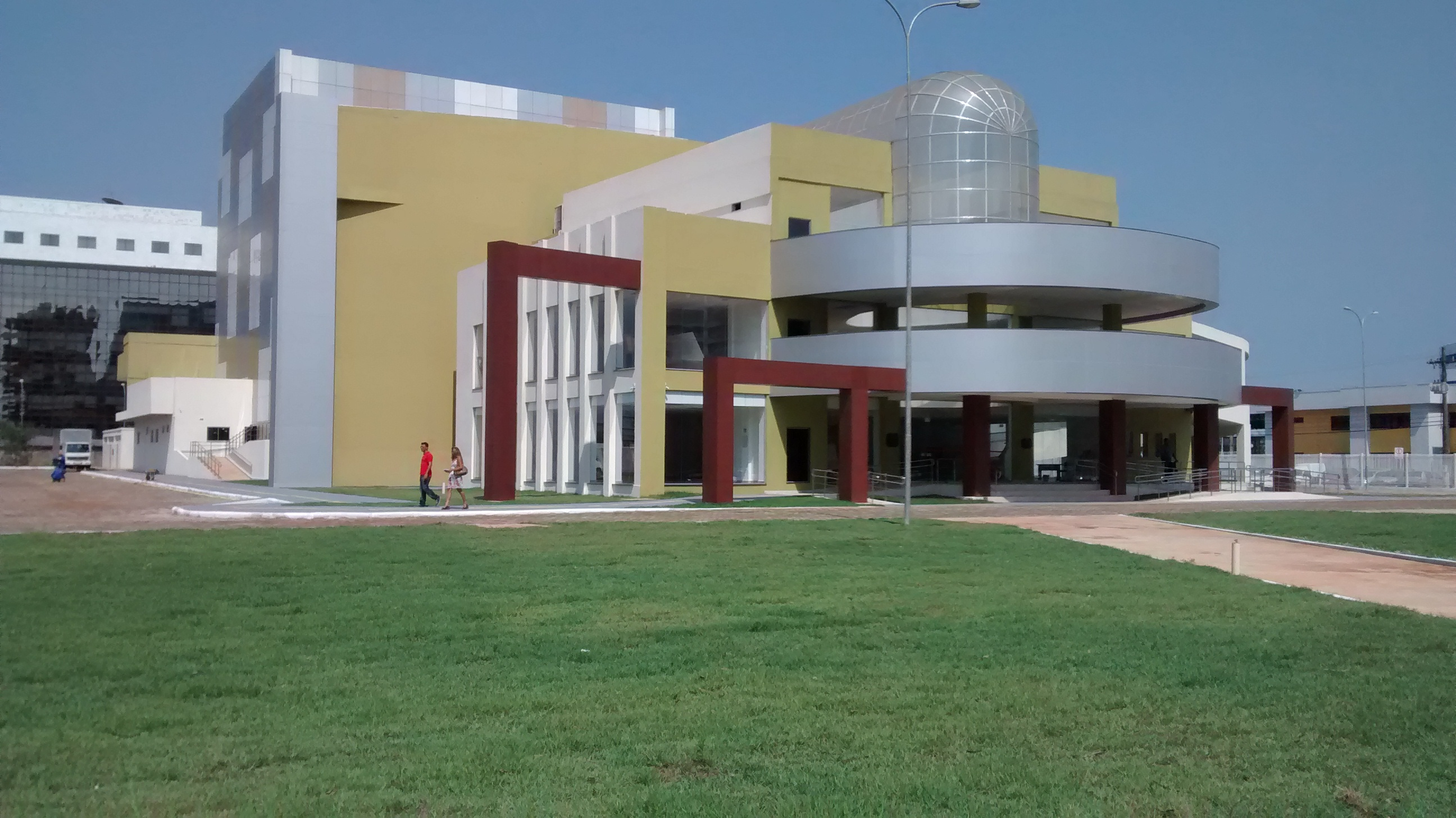
Teatro Palácio das Artes

Já a cena teatral de Porto Velho está cada vez mais pujante. Com a criação do curso de licenciatura em teatro na Universidade Federal de Rondônia,  novos artistas e grupos começaram a surgir na cidade. Dois bons exemplos são a Cia Peripécias de Teatro Universitário e a Trupe dos Conspiradores. Outro importante grupo que conta com a contribuição de um professor desse curso é o Teatro Ruante. Contudo, antes mesmo do surgimento desses grupos e coletivos, segundo a diretora e atriz de Vilhena Valdete Souza, a capital rondoniense já contava com a existência e/ou com as memórias do Grupo Cipó e Quebracabeça (de Alejandro Bedotti e Ângela Cavacanti), do Grupo Terra, do Grupo Porantin (de Jango Rodrigues).
A Cia Titânica (de Almício Fernandes e Luís Gustavo Aldunate) também entra nas memórias do teatro rondoniense. Atualmente, além dos grupos ligados à UNIR, e/ou que conta com professores dessa universidade, estão ativos os grupos O Imaginário, a Cia de Artes, a Beradera Companhia de Teatro,  o Raízes do Porto, a Anômade Cia de Teatro, o Grupo de Teatro Evolução e a Cia Mnemônica. Artistas solos, como Tia Vavá e seus Bonecos,  também se destacam. O espetáculo Bizarrus (do Grupo Sem... Nexo Com... Plexo), dirigido por Marcelo Felice, e encenado por presidiários e ex-presidiários do Estado - que constroem o enredo da peça a partir de suas próprias experiências pessoais, num trabalho que é referência nacional em reabilitação social -  e a encenação anual de ‘O Homem de Nazaré’, pelo Grupo Teatral Êxodo, durante o feriado de Corpus Christi, na Jerusalém da Amazônia – o maior teatro a céu aberto da região norte do Brasil,  são alguns dos muitos espetáculos de relevância produzidos em Porto Velho.
Por fim, festivais de teatro e de artes cênicas importantes acontecem, anualmente, em Porto Velho: Palco Giratório (do Sesc); Amazônia Encena na Rua, Festival Amazônico de Monólogos e Breves Cenas] e Mostra Tapiri de Breves Cenas e Monólogos (O Imaginário); FERA - Festival Estudantil Rondoniense de Artes,  Madeira Festival de Teatro (Zenital Produções); MEDU - Mostra de Encenações do DArtes/Unir (Trupe dos Conspiradores); Festival Palhaçaí (Teatro Ruante), Festival Unir Arte e Cultura (PROCEA/Unir) e EITA - Encontro Beradeiro de Dança

### Eventos
A Expovel é a festa agropecuária de Porto Velho, que se inicia com uma grande cavalgada; a peça "O homem de Nazaré", encenada na cidade cenográfica Jerusalém da Amazônia; o festival de música independente chamado Festival Casarão; Micaretas (carnavais fora de época), sendo a principal o Bloco Maria Fumaça; o Arraial Flor do Maracujá.